# Leucauge signiventris
Leucauge signiventris là một loài nhện trong họ Tetragnathidae.
Loài này thuộc chi Leucauge. Leucauge signiventris được Embrik Strand miêu tả năm 1913.